# Buday Árpád
Buday Árpád (Marosgezse, 1879. január 17. – Szeged, 1937. április 7.) régész, egyetemi tanár. Buday György grafikus édesapja.
Fő kutatási területe a római felirattan, provinciális római régészet és a limeskutatások. A limeskérdéssel összefüggő ásatásai úttörő jellegűek voltak Magyarországon. 2000-ben post mortem, Marosludas város díszpolgári címet kapott.

## Életpályája
Buday Árpád 1879. január 17-én született Marosgezse faluban Buday János és Sipos Anna fiaként. Középiskolai tanulmányokat a nagyenyedi Bethlen Gábor Kollégiumban, felsőfokú tanulmányokat a kolozsvári Ferenc József Tudományegyetemen folytatott. 1904-ben kapta meg középiskolai tanári oklevelét, 1906-ban doktorált. 1900-tól az Erdélyi Múzeum Régiségtárának első tisztviselője volt, majd a Régiségtár vezetői posztját töltötte be. 1911-ben a kolozsvári egyetemen magántanárrá habilitálták Római tartományok régiségtana tárgykörből, 1917. október 2-án címzetes nyilvános rendkívüli tanárrá léptették elő, majd a két háború közt, 1924-től haláláig a szegedi egyetem Régészeti Intézetét vezette, mai fogalmakkal élve, tanszékvezető egyetemi tanár volt.
Még kolozsvári tartózkodása idején számos külföldi tanulmányutat tett, Bécsbe, Németországba, Olaszországba, sőt Albániába is. A két világháború közt Németországban és Görögországban járt. Római felirattan (1914) címmel úttörő epigráfiai kézikönyvet írt. Főleg a Limes dacicus problémáival foglalkozott az idevágó német kutatások szellemében. Az első világháború után eredményeit már mint a Szegedre költözött Ferenc József Tudományegyetem tanára  dolgozta fel. Cikkei az általa felélesztett és szerkesztett (1924-1937) Dolgozatok a M. Kir. Ferencz József Tudományegyetem Régiségtudományi Intézetéből  című régészeti szakfolyóiratban jelentek meg. Az egyetemi közéletből is kivette részét, 1931/32-ben a Bölcsészettudományi Kar dékánja volt, 1931-1937 között pedig a Diákvédő Iroda elnöke. Szeged városának is nagy szolgálatot tett 1930/31-ben, amikor a Cs. Sebestyén Károly által felfedezett Dömötör-torony megmentését, megóvását szorgalmazta Móra Ferenccel, Banner Jánossal együtt.
58 éves korában, hivatása gyakorlása közben érte a halál (gyomorrák), a szegedi Református temetőben nyugszik. Felesége Hilf Margit volt.

## Művei (válogatás)
- Római provinciális archeológia Erdélyben. Az Erdélyi Múzeum Egyesület nagyenyedi vándorgyűlésének emlékkönyve, (1906.)
- A Fratres Arvales Collegiuma. Egyetemi doktori értekezés. (1907.)
- A római limes Németországban. Erdélyi Múzeum, (1910.)
- Megjegyzések Dácia meghódításának történetéhez. Erdélyi Múzeum, (1912.)
- A Bács-Bodrog vármegyei római sáncok. Erdélyi Múzeum, (1913)
- Római felirattan (Kolozsvár, (1914.)
- Rómaikori kőemlékeinkből. Erdélyi Múzeum, (1916) 2.
- Szórványos rómaikori emlékek Erdélyből. Erdélyi Múzeum, (1916)
- Az ún. thrák lovasisten problémája. Dolgozatok a M. Kir. Ferencz József Tudományegyetem Régiségtudományi Intézetéből, (1926, 1928, 1929.)
- Újabb adatok rómaikori lovasábrázolásaink problémáihoz. Dolgozatok ... i.m., (1930)
- Dacia Superior Egyeteme (Budapest, 1931)[4]
- Erdély földjének római kora. Történeti Erdély. Budapest, (1936).

## Társasági tagság
- Országos Régészeti és Művészettörténeti Társulat (választmányi tag)
- Németbirodalmi Régészeti Intézet (levelező tag, 1925-)
- Osztrák Régészeti Intézet (levelező tag, 1929-)
- Erdélyi Irodalmi Társaság
- Dugonics Társaság (igazgatósági tag)
- Mikes Irodalmi Társaság
- Társadalomtudományi Társaság

## Kitüntetés
- Az észt vöröskereszt II. osztályának I. fokozata

## Külső hivatkozások
- Magyar életrajzi lexikon
- SZTE Egyetemi Könyvtár, évfordulós emlékcsarnok
- Ódon Erdély